# (20341) Alanstack
(20341) Alanstack (1998 HX91) – planetoida z pasa głównego asteroid okrążająca Słońce w ciągu 3,76 lat w średniej odległości 2,42 j.a. Odkryta 21 kwietnia 1998 roku.